# Wohnhaus Eitzendorf 30

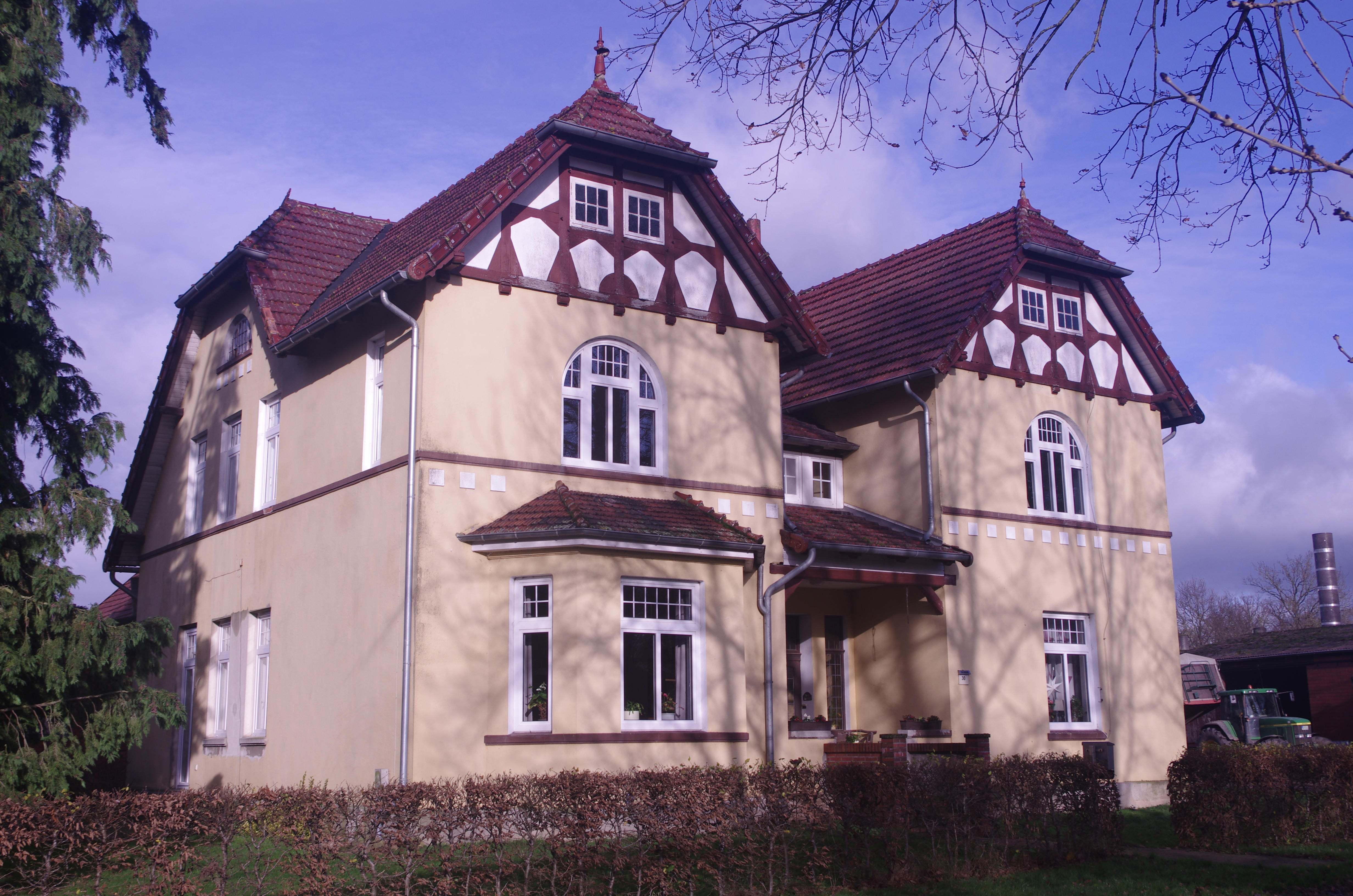
Wohnhaus, Eitzendorf 30

Das Wohnhaus Eitzendorf 30 in Hilgermissen-Eitzendorf in der niedersächsischen Samtgemeinde Grafschaft Hoya stammt aus dem 19. Jahrhundert.

Aktuell (2023) wird es als Wohnhaus mit Büro genutzt.
Das Gebäude steht unter Denkmalschutz (siehe auch Liste der Baudenkmale in Hilgermissen).

## Beschreibung
Das zweigeschossige massive verputzte Gebäude mit zwei straßenseitigen symmetrischen Giebelflügeln mit Zierfachwerk im Schweizer Stil und Rundbogenöffnungen sowie den Krüppelwalmdächern stammt aus dem Ende des 19. Jahrhunderts.
Das Landesdenkmalamt befand: „[…] geschichtliche Bedeutung […] aufgrund seiner städtebaulichen Bedeutung von prägendem Einfluss auf das Straßenbild […].“